# National Security Strategy
La National Security Strategy (NSS, Strategia di Sicurezza Nazionale) è un documento stilato periodicamente dal ramo esecutivo del governo degli Stati Uniti d'America che indica in linea generale la politica di sicurezza nazionale del Paese.
Il documento è volutamente astratto nel contenuto, a differenza della Strategia Nazionale Militare. Un tempo rimaneva segreto per anni dal momento del rilascio, ma recentemente il governo statunitense ha cambiato politica in merito e il documento viene reso pubblico appena completato.

## NSS 2002
La Strategia di sicurezza nazionale pubblicata il 17 settembre 2002 è stata preceduta dalle polemiche riguardanti la dottrina del presidente George Bush sulla Guerra preventiva (la cosiddetta dottrina Bush).

## NSS del 17 settembre 2006
La Strategia resa nota il 16 marzo 2006 contiene un approccio più favorevole al multilateralismo, pur ribadendo l'impegno americano nel sostegno delle democrazie e nella lotta al terrorismo.